# Chilton County
Das Chilton County ist ein County im Bundesstaat Alabama der Vereinigten Staaten. Der Verwaltungssitz (County Seat) ist Clanton, benannt nach General James Holt Clanton. Das County gehört zu den Dry Countys, was bedeutet, dass der Verkauf von Alkohol eingeschränkt oder verboten ist.

## Geographie
Das County liegt im geographischen Zentrum von Alabama und hat eine Fläche von 1815 Quadratkilometern, wovon 18 Quadratkilometer Wasserfläche sind. Es grenzt im Uhrzeigersinn an folgende Countys: Shelby County, Coosa County, Elmore County, Autauga County, Dallas County, Perry County und Bibb County.

## Geschichte
Chilton County wurde am 30. Dezember 1868 auf Beschluss der State Legislature aus Teilen des Autauga County, des Bibb County, des Perry County und des Shelby County als Baker County gebildet. Die ursprüngliche Bezeichnung ehrte Alfred Baker, der als Gründer der Stadt Clanton gilt und nach dem Sezessionskrieg ihr Bürgermeister war. Als Baker mit Mitgliedern der in den Südstaaten verhassten Republikanischen Partei kooperierte, initiierten die Gegner eine Abstimmung zur Änderung des County-Namens. Am 17. Dezember 1874 votierte eine Mehrheit dafür und entschied sich für William Parish Chilton als neuen Namensgeber, einen Abgeordneten im Kongress der Konföderierten Staaten von Amerika und vorsitzenden Richter am Obersten Gerichtshof von Alabama. Die erste Bezirkshauptstadt war Grantville und ab 1870 Clanton. 1902 entstand aus einer Landschenkung eines Bürgerkriegsveteranen das Alabama Confederate Soldiers Home für ehemalige Soldaten der Konföderierten. Auf seinem Höhepunkt beherbergte dieses Heim mehr als 100 Veteranen und fungiert heute als Confederate Memorial Park als eine Gedenkstätte. Nach dem Zweiten Weltkrieg etablierte sich Chilton County als das Hauptanbaugebiet für Pfirsiche in Alabama.
Drei Bauwerke und Stätten im County sind im National Register of Historic Places (NRHP) eingetragen (Stand 31. März 2020), der Gragg Field Historic District, die Ortschaft Verbena und die Walker-Klinner Farm.

## Demographische Daten
Nach der Volkszählung im Jahr 2000 lebten im Chilton County 39.593 Menschen. Davon wohnten 351 Personen in Sammelunterkünften, die anderen Einwohner lebten in 15.287 Haushalten und 11.342 Familien. Die Bevölkerungsdichte betrug 22 Einwohner pro Quadratkilometer. Ethnisch betrachtet setzte sich die Bevölkerung zusammen aus 86,71 Prozent Weißen, 10,61 Prozent Afroamerikanern, 0,28 Prozent amerikanischen Ureinwohnern, 0,18 Prozent Asiaten, 0,02 Prozent Bewohnern aus dem pazifischen Inselraum und 1,51 Prozent aus anderen ethnischen Gruppen; 0,69 Prozent stammten von zwei oder mehr Ethnien ab. 2,91 Prozent der Bevölkerung waren spanischer oder lateinamerikanischer Abstammung.

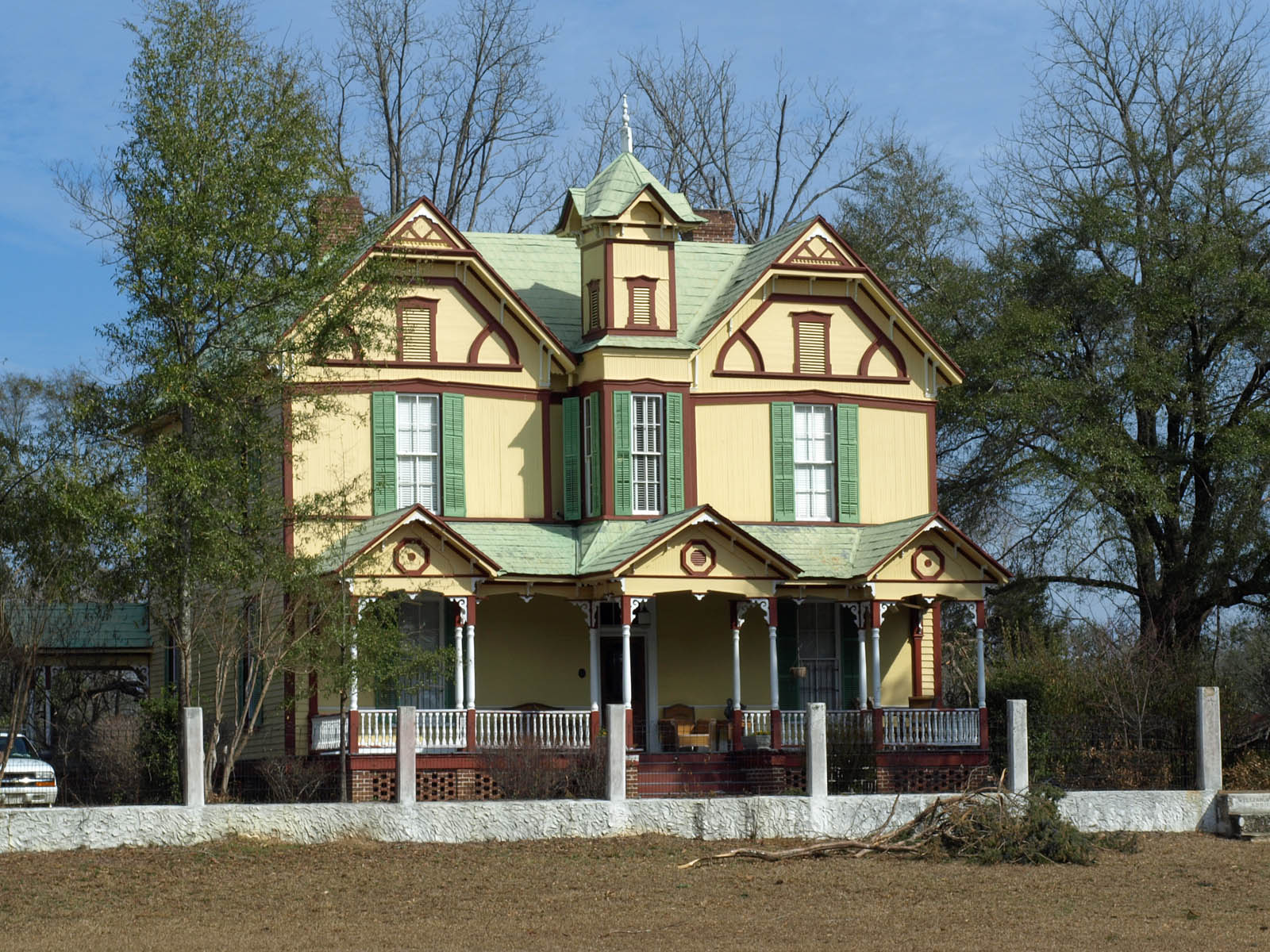
Die Walker-Klinner Farm ist seit Oktober 1987 im NRHP eingetragen.

Von den 15.287 Haushalten hatten 34,4 Prozent Kinder und Jugendliche unter 18 Jahren, die bei ihnen lebten. In 60,1 Prozent lebten verheiratete, zusammen lebende Paare, 10,5 Prozent waren allein erziehende Mütter, 25,8 Prozent waren keine Familien, 22,9 Prozent aller Haushalte waren Singlehaushalte und in 10,2 Prozent lebten Menschen im Alter von 65 Jahren oder darüber. Die Durchschnittshaushaltsgröße betrug 2,57 und die durchschnittliche Familiengröße betrug 3,00 Personen.
25,7 Prozent der Bevölkerung waren unter 18 Jahre alt, 9,1 Prozent zwischen 18 und 24, 29,0 Prozent zwischen 25 und 44, 23,4 Prozent zwischen 45 und 64 und 12,9 Prozent waren 65 Jahre oder älter. Das Durchschnittsalter betrug 36 Jahre. Auf 100 weibliche Personen kamen 97,8 männliche Personen und auf Frauen im Alter von 18 Jahren und darüber kamen 93,9 Männer.
Das jährliche Durchschnittseinkommen eines Haushalts betrug 32.588 USD, das Durchschnittseinkommen einer Familie 39.505 USD. Männer hatten ein Durchschnittseinkommen von 31.006 USD, Frauen 21.275 USD. Das Prokopfeinkommen betrug 15.303 USD. 12,6 Prozent der Familien und 15,7 Prozent der Einwohner lebten unterhalb der Armutsgrenze.

## Orte im County
- Adams
- Bessie
- Calera
- Campbell
- Center Hill
- Clanton
- Collins Chapel
- Cooper
- Dixie
- Enterprise
- Fairview
- Falakto
- Gap of the Mountain
- Highland
- Hubbard
- Isabella
- Jemison
- Jumbo
- Kalona
- Kincheon
- Lomax
- Maplesville
- Mars Hill
- Midway
- Mineral Springs
- Minooka
- Mountain Creek
- Mulberry
- New Convert
- Oak Grove
- Ocampo
- Parnell
- Pleasant Grove
- Pletcher
- Pools Crossroads
- Poseys Crossroads
- Riderville
- Rocky Mount
- Stanton
- Thorsby
- Union Grove
- Verbena
- Wessington